# Cocurès
Cocurès is een plaats en voormalige  gemeente in het Franse departement Lozère in de regio Occitanie en telt 195 inwoners (2005). De plaats maakt deel uit van het arrondissement Florac.

## Geschiedenis
Cocurès is op 1 januari 2016 gefuseerd met de gemeente Bédouès tot de gemeente Bédouès-Cocurès. 

## Geografie
De oppervlakte van Cocurès bedraagt 3,6 km², de bevolkingsdichtheid is 54,2 inwoners per km².
De onderstaande kaart toont de ligging van Cocurès met de belangrijkste infrastructuur en aangrenzende gemeenten.

## Demografie
Onderstaande figuur toont het verloop van het inwonertal.